# Buzet-sur-Baïse
 Buzet-sur-Baïse  es una población y comuna francesa, en la región de Aquitania, departamento de Lot y Garona, en el distrito de Nérac y cantón de Damazan.

## Demografía
| 1,264 | 1,453 | 1,345 | 1,317 | 1,353 | 1,236 | 1,227 |
| Para los censos de 1962 a 1999 la población legal corresponde a la población sin duplicidades (Fuente: INSEE [Consultar]) |       |       |       |       |       |       |